# Житомирский завод химического волокна
Житомирский завод химического волокна (укр. Житомирський завод хімічного волокна) — прекратившее производственную деятельность предприятие в городе Житомир.

## История

### 1975 - 1991
Строительство завода началось в соответствии с восьмым пятилетним планом развития народного хозяйства СССР и проходило в период с 1970 до 1975 года, в 1975 году завод был введён в эксплуатацию как предприятие союзного значения Министерства химической промышленности СССР. Для рабочих льнокомбината, завода станков-автоматов и завода химволокна был построен спальный микрорайон.
Завод специализировался на производстве полиамидных кордных тканей, полиамидных нитей и штапельных волокон.
В советское время завод входил в число ведущих предприятий города, на балансе предприятия находились несколько общежитий и другие объекты социальной инфраструктуры.

### После 1991
После провозглашения независимости Украины завод стал одним из крупнейших предприятий по производству химических волокон на территории Украины.
1 сентября 1993 года находившееся на балансе завода ПТУ № 8 передали в коммунальную собственность города.
В дальнейшем, государственное предприятие было преобразовано в открытое акционерное общество.
25 апреля 1995 года Житомирским заводом химического волокна и немецкой фирмой "International PolySacks" в выделенном из состава завода производственном цехе было создано ООО "Совместное украинско-немецкое предприятие "Житомир-Полисакс" по производству полипропиленовых мешков и полипропиленового шпагата.
15 мая 1995 года Кабинет министров Украины принял решение о приватизации завода, которая была осуществлена в соответствии с индивидуальным планом приватизации предприятия.
В августе 1997 года завод был включён в перечень предприятий, имеющих стратегическое значение для экономики и безопасности Украины.
В 1998 году началась процедура банкротства предприятия.
30 августа 1999 года контрольный пакет акций завода (25% + 1 акция) был закреплён в государственной собственности.
В 2001 году завод остановил производственную деятельность (при этом, часть заработной платы осталась не выплачена). В 2002 году один из цехов завода и два станка были выделены из состава предприятия (на этой основе было создано частное предприятие "Ткач" по выпуску полипропиленовой нити различных текстур, канатов и тросов), ещё одно помещение арендовала частная фирма "Евроголд Индастриз Лтд", начавшая выпуск стремянок и гладильных досок (по состоянию на 2007 год, фирма являлась единственным производителем гладильных досок на территории Украины).
После того, как решение хозяйственного суда Житомирской области о банкротстве предприятия от 30 августа 2006 года было опротестовано, 17 октября 2006 года Высший хозяйственный суд Украины повторно вынес решение о признании завода банкротом.
2 апреля 2008 года сгорела заводская трансформаторная подстанция, которая использовалась для электроснабжения очистных сооружений города.
3 декабря 2008 года Кабинет министров Украины официально разрешил продажу оставшихся в государственной собственности акций завода по номинальной стоимости. В январе 2009 года в связи с наличием задолженности завод был отключён от электроснабжения.
В 2013 году завод находился в ведении Фонда государственного имущества Украины, который предлагал в аренду и на продажу территории и помещения завода. Часть помещений была сдана в аренду (на этих площадях работали ООО СП "Житомир-Полисакс" и ЧП «Ткач»), часть заводской электросети использовалась для передачи электроэнергии, производственные корпуса были частично разрушены, а оборудование - демонтировано. В дальнейшем, распродажа оставшегося имущества завода продолжалась.
10 апреля 2015 года сгорело помещение склада, которое было сдано в аренду.

## Дополнительная информация
- на заводе химволокна выходила многотиражная газета "Трудовое слово".